# Gwendolyn Killebrew
Gwendolyn Killebrew (Filadelfia, 26 agosto 1939 – Düsseldorf, 24 dicembre 2021) è stata un contralto statunitense.

## Biografia
Gwendolyn Killebrew imparò a suonare il pianoforte e il corno da bambina, per poi studiare canto lirico alla Juilliard School con Hans Heinz e Christopher West. Nel 1967 vinse il Metropolitan Opera National Council Audition e l'anno successivo fece il suo debutto al Met cantando il ruolo della valchiria Waltraute in Die Walküre  in un cast che annoverava anche Birgit Nilsson, Jon Vickers, Christa Ludwig e Leonie Rysanek.
Apprezzata interprete wagneriana, nel 1979 e nel 1980 prese parte al Jahrhundertring, le rappresentazioni per il centenario dell'Anello del Nibelungo al Bayreuth Festival; in esso la Killebrew interpretò Schwetleite ne La valchiria e Waltraute ne Il crepuscolo degli dei accanto alla Brunilde di Gwyneth Jones. A cavallo tra gli anni settanta e ottanta si affermò anche come un'acclamata Carmen nell'opera di Bizet al Metropolitan, Washington National Opera, Staatstheater am Gartnerplatz, Colonia, Parigi, Ginevra, Zurigo, Nizza, Zagabria e Bordeaux. Il suo vasto repertorio comprendeva anche il ruolo di Euriclea ne Il ritorno d'Ulisse in patria, Ottavia e la Nutrice ne L'incoronazione di Poppea, Orfeo nell'Orfeo ed Euridice, Isabella ne L'italiana in Algeri e Maddalena in Rigoletto. Nonostante le origini statunitensi, gran parte della carriera della Killebrew si svolse in Germania, dove lei fu una regolare interprete alla Deutsche Oper am Rhein, che nel 2011 la insignì del titolo onorifico di Kammersängerin.

## Repertorio (parziale)
| Ruolo                             | Titolo                        | Autore      |
| --------------------------------- | ----------------------------- | ----------- |
| Carmen                            | Carmen                        | Bizet       |
| Orfeo                             | Orfeo ed Euridice             | Gluck       |
| Tamerlano                         | Tamerlano                     | Händel      |
| Cornelia                          | Giulio Cesare in Egitto       | Händel      |
| Nonna Buryjovka                   | Jenůfa                        | Janáček     |
| Euriclea                          | Il ritorno d'Ulisse in patria | Monteverdi  |
| Ottavia Nutrice                   | L'incoronazione di Poppea     | Monteverdi  |
| Priora                            | I dialoghi delle Carmelitane  | Poulenc     |
| Isabella                          | L'italiana in Algeri          | Rossini     |
| Clitemnestra                      | Elettra                       | Strauss     |
| Baba la turca                     | La carriera di un libertino   | Stravinskij |
| Giocasta                          | Oedipus Rex                   | Stravinskij |
| Ulrica                            | Un ballo in maschera          | Verdi       |
| Maddalena                         | Rigoletto                     | Verdi       |
| Amneris                           | Aida                          | Verdi       |
| Azucena                           | Il trovatore                  | Verdi       |
| Mrs Quickly                       | Falstaff                      | Verdi       |
| Fricka Erda Waltraute Schwetleite | L'anello del Nibelungo        | Wagner      |

## Discografia (parziale)
- 1970: Handel, Tamerlano: Gwendolyn Killebrew, Alexander Young, Joanna Simon, Marius Rintzler; Berislav Klobučar; Parnassus.
- 1977: Puccini, Edgar: Carlo Bergonzi, Renata Scotto, Gwendolyn Killebrew, Vicente Sardinero; Eve Queler; Sony.

## DVD (parziale)
- Wagner, Crepuscolo degli dei - Boulez/Jung/Jones/Mazura/Becht, regia Patrice Chéreau 1980 Deutsche Grammophon
- Wagner, Walkiria - Boulez/Hofmann/Altmeyer/Jones, regia Patrice Chéreau 1980 Deutsche Grammophon